# Limnephilus tarsalis
Limnephilus tarsalis är en nattsländeart som först beskrevs av Banks 1920.  Limnephilus tarsalis ingår i släktet Limnephilus och familjen husmasknattsländor. Inga underarter finns listade i Catalogue of Life.